# Papirkrigen, Christiania 2007
|  | Denne artikel er oprettet af botten PalnaBot ud fra en ekstern database. Den kan derfor have sproglige fejl eller mangler. Denne skabelon kan fjernes efter kontrol af indholdet. |

Papirkrigen, Christiania 2007 er en dokumentarfilm fra 2008 instrueret af Jørn Balther.

## Handling
Papirkrigen er titlen på den sidste film i trilogien om Christiania 2005-2007. Jørn Balther er i tre år kommet på Christiania for at filme hverdagen og har derigennem skildret en del af Danmark, som for mange er ukendt.